# Lysiopetalum degenerans
Lysiopetalum degenerans är en mångfotingart som beskrevs av Robert Latzel 1884. Lysiopetalum degenerans ingår i släktet Lysiopetalum och familjen Callipodidae. Utöver nominatformen finns också underarten L. d. bosniense.